# Dichapetalum fructuosum
Dichapetalum fructuosum är en tvåhjärtbladig växtart som beskrevs av William Philip Hiern. Dichapetalum fructuosum ingår i släktet Dichapetalum och familjen Dichapetalaceae. Inga underarter finns listade i Catalogue of Life.